# Abstandsaktive Schutzmaßnahmen
Abstandsaktive Schutzmaßnahmen (englisch active protection system, kurz APS) bezeichnet ein System, um einen Panzer oder ein anderes Fahrzeug vor direkten Treffern zu schützen. Es gewährleistet einen Rundumschutz vor modernen Panzerabwehrlenkwaffen oder Hochleistungswuchtgeschossen, ohne das Fahrzeuggewicht durch umfangreiche Panzerungen zu erhöhen. 
Die abstandsaktiven Schutzmaßnahmen können in Softkill- und Hardkill-Systeme unterteilt werden.

## Softkill-Systeme
Unter Softkill-Systemen versteht man Abwehrsysteme, die die Bedrohung neutralisieren, ohne sie zu zerstören. Solche Systeme können zum Beispiel Täuschkörper abfeuern, um Zielsysteme zu verwirren, Störsender auf den Angreifer richten, um Elektronik von Raketen und Sprengfallen zu stören, Blendlaser einsetzen, um optische, ultraviolette und infrarote Sucher zu blenden oder die Nebelmittelwurfanlage aktivieren, um das Fahrzeug einzunebeln.
Beispiele dafür sind:
- Schtora
- Multifunctional Self-Protection System (MUSS)[1]
- Directed Infrared Counter Measures (DIRCM, früher „FLASH“)[2]
- Sarab Active Protection System

## Hardkill-Systeme
Hardkillsysteme wurden entwickelt, um das anfliegende Geschoss wie beispielsweise eine Panzerabwehrlenkwaffe, Granate oder ein Wuchtgeschoss vor dem Auftreffen zu zerstören. Diese Geschosse werden zunächst durch Sensoren, zum Beispiel Radar, geortet. Entscheidet der Computer, dass eine Bedrohung vorliegt, leitet er im Zeitraum von Millisekunden den Bekämpfungsvorgang ein. Das Ziel wird dabei je nach Wirkmechanismus entweder durch Schrapnelle, eine projektilbildende Ladung oder eine Druckwelle zerstört. Manche Systeme wie das israelische Trophy geben auch die berechnete Position des Schützen der Panzerabwehrwaffe an die Panzerbesatzung weiter und erlauben so dessen präzise Bekämpfung. Der Einsatz eines APS erzeugt für Personen im Umkreis des Bekämpfungsvorganges eine Gefahrenzone.
Beispiele dafür sind:
- Afganit (Russland)
- AMAP-ADS (als „Shark“ mit Thales in Frankreich oder „AAC“ mit Akers in Schweden implementiert)[3]
- Arena (Russland)
- AVePS (früher „AWiSS“)[2]
- Drosd: Das erste abstandsaktive Schutzsystem (Sowjetunion, 1983)
- Iron Curtain (USA)
- Iron Fist (Israel)[4]
- Quick Kill (USA)[5]
- Trophy (Israel)[6]
- Saslon (Ukraine)[7]

## Verwendung
Panzer sowjetischen beziehungsweise russischen Ursprungs, wie der T-80 und T-90, sind bereits mit einem derartigen System ausgerüstet. Westliche Panzer wie der Leopard 2 oder M1 Abrams können mit solchen Systemen nachgerüstet werden, um das Schutzniveau zu erhöhen. Der Schützenpanzer Puma und der K2 Black Panther wurden von Anfang an mit einem Softkill-System ausgestattet.
Bei zukünftigen gepanzerten Plattformen wie zum Beispiel dem schwedischen SEP und dem von Nexter und KMW geplanten MSMRAV werden Hardkill-Systeme ein integraler Bestandteil des Schutzkonzeptes sein. Die passive Panzerung soll hier nur noch vor Minen, Sprengfallen, Maschinenkanonen, den Splittern von Artilleriegranaten und den vom Hardkill-System abgeschossenen Projektilen oder Projektilfragmenten schützen.